# George Maduro
George John Lionel Maduro (Willemstad (Curaçao), 15 juli 1916 - Dachau (Duitsland), 8 februari 1945) was een Curaçaos Nederlandse student die zich tijdens de Meidagen van 1940 als officier der Nederlandse cavalerie onderscheidde in de Slag om de Residentie. Na de capitulatie sloot hij zich aan bij het verzet. De miniatuurstad Madurodam is naar hem genoemd. Madurodam is ook een monument voor George.

## Vroege leven
Maduro werd geboren op Curaçao als enige zoon van de Sefardisch-Joodse Joshua Maduro en Rebecca Levy.  In 1926 werd hij naar Den Haag gestuurd, waar hij naar de 5de en 6de klas van de lagere school ging en daarna naar het gymnasium. In 1934 ging hij in Leiden rechten studeren. Bij Koninklijk Besluit nummer 30 van 21 november 1939 werd Maduro benoemd tot reserve-tweede luitenant bij de Cavalerie.

## Rol in de Tweede Wereldoorlog
Tijdens de meidagen van 1940 was hij in Den Haag gelegerd als reserveofficier bij de Huzaren. Onder zijn leiding werd de door de Duitsers bezette Villa Leeuwenbergh bij Leidschendam veroverd en werden Duitse parachutisten krijgsgevangen gemaakt. Toen het Nederlandse leger had gecapituleerd, werd Maduro als krijgsgevangene opgesloten. Hij was even op vrije voeten, maar hij werd weer opgepakt en opgesloten in de gevangenis van Scheveningen (Oranjehotel). Toen hij na een half jaar werd vrijgelaten, hadden de Duitsers voor Joden het dragen van de Jodenster verplicht gesteld. Maduro weigerde de Jodenster te dragen en dook onder bij onder meer jonkvrouw Christine Wttewaall van Stoetwegen. Voor het huis aan de Frederik Hendriklaan 111, een van zijn onderduikadressen, ligt nu een Stolperstein.

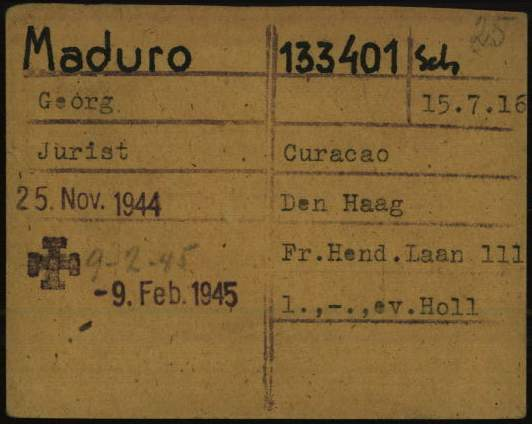
Registratiekaart van George Maduro als gevangene in nazi-concentratiekamp Dachau

In september 1943 vertrok hij met Oncko Wttewaall van Stoetwegen naar België om vanuit daar naar Spanje te reizen. Onderweg werden zij verraden en werd hij opnieuw opgepakt, ditmaal door de Gestapo. In de gevangenis van Saarbrücken ondernam hij twee pogingen om te ontsnappen met Oncko. De eerste keer mislukte door het uitgraven van gevangenen. De tweede keer, doordat ze bij de poort gepakt werden. Later werd hij overgebracht naar het concentratiekamp Dachau. Vlak voor de bevrijding van het kamp door Amerikaanse troepen, overleed Maduro op 28-jarige leeftijd.

## Onderscheidingen
Op 9 mei 1946 werd Maduro postuum de Ridder 4e klasse der Militaire Willems-Orde toegekend, omdat hij zich tijdens de Meidagen heeft onderscheiden met een persoonlijk geleide aanval op een Duitse stelling bij Villa Leeuwenbergh (tegenwoordig Buitengoed Dorrepaal) in Leidschendam. Hij is de enige Nederlander van Antilliaanse afkomst die deze onderscheiding heeft ontvangen. In 2016 werden de bijbehorende versierselen aan zijn familie overhandigd.
Tevens werd hem postuum het Verzetsherdenkingskruis toegekend na de Tweede Wereldoorlog.

## Nalatenschap
Na de Tweede Wereldoorlog hebben de ouders van George Maduro het startkapitaal beschikbaar gesteld voor een miniatuurstad, Madurodam geheten, die in 1952 in Den Haag werd geopend. Madurodam wordt door de familie beschouwd als monument voor hun enige zoon. Sinds 1993 is in Madurodam bij de entree een schaalmodel van het geboortehuis van Maduro te zien. Het echte huis, in Palladianistische stijl, dateert uit 1895.
Naast de maquette van het huis is een plaquette bevestigd, met de tekst: In hem eert Nederland zijn oorlogshelden uit de strijd 1940-1945. Ook van Villa Leeuwenbergh bevindt zich een maquette in Madurodam.

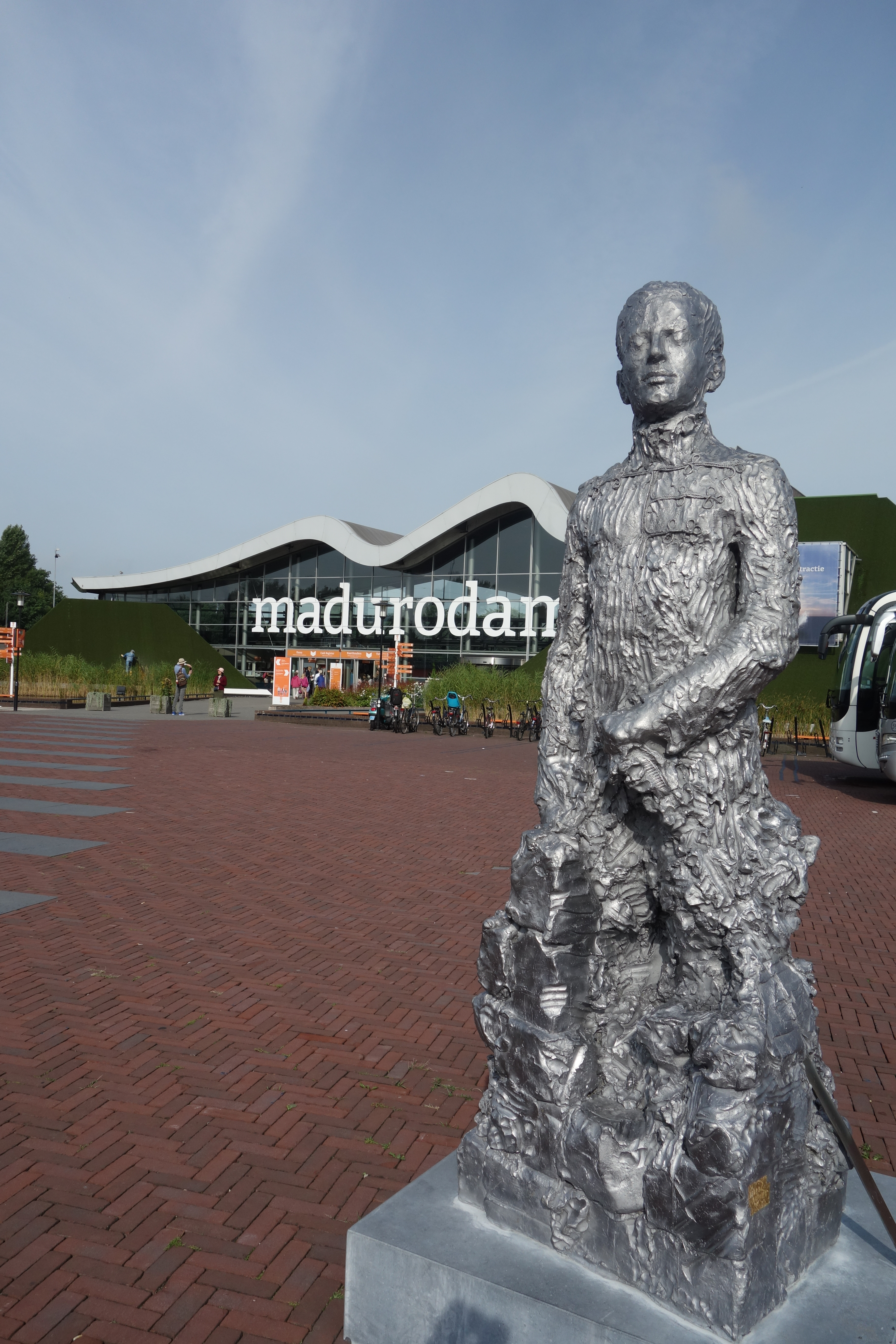
Standbeeld gemaakt door Jikke van Loon

Over zijn leven werd in 2002 een documentaire gemaakt door Alfred Edelstein (1957) en Frits van Veenendaal met daarin een exclusief interview met koningin Beatrix die tot haar inhuldiging in 1980 de eerste burgemeester van Madurodam is geweest. Deze film getiteld 'Madurodam, monument met een glimlach' is uitgezonden door de AVRO-televisie.
Op 15 juli 2016 is in Madurodam zijn 100e geboortedag herdacht. Kathleen Brandt-Carey schreef ter gelegenheid hiervan een biografie: Ridder zonder vrees of blaam. Het eerste exemplaar ervan is overhandigd aan een van zijn nabestaanden, George Maduro Alvarez-Correa. Tevens is er een monument onthuld, ontworpen door kunstenares Jikke van Loon.
In 2018 vernoemde Amsterdam een brug naar hem: George Madurobrug. De Forward Operating Base op Wacao, Curaçao kreeg van het ministerie van Defensie in 2023 de naam FOB Maduro.

## Afbeeldingen

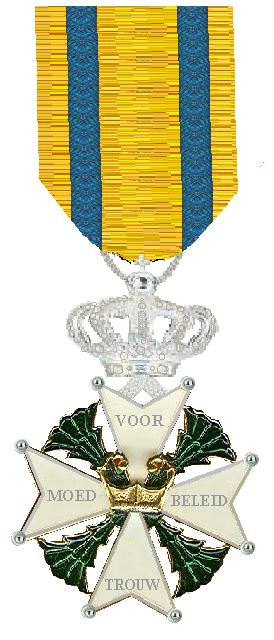
Militaire Willems-Orde
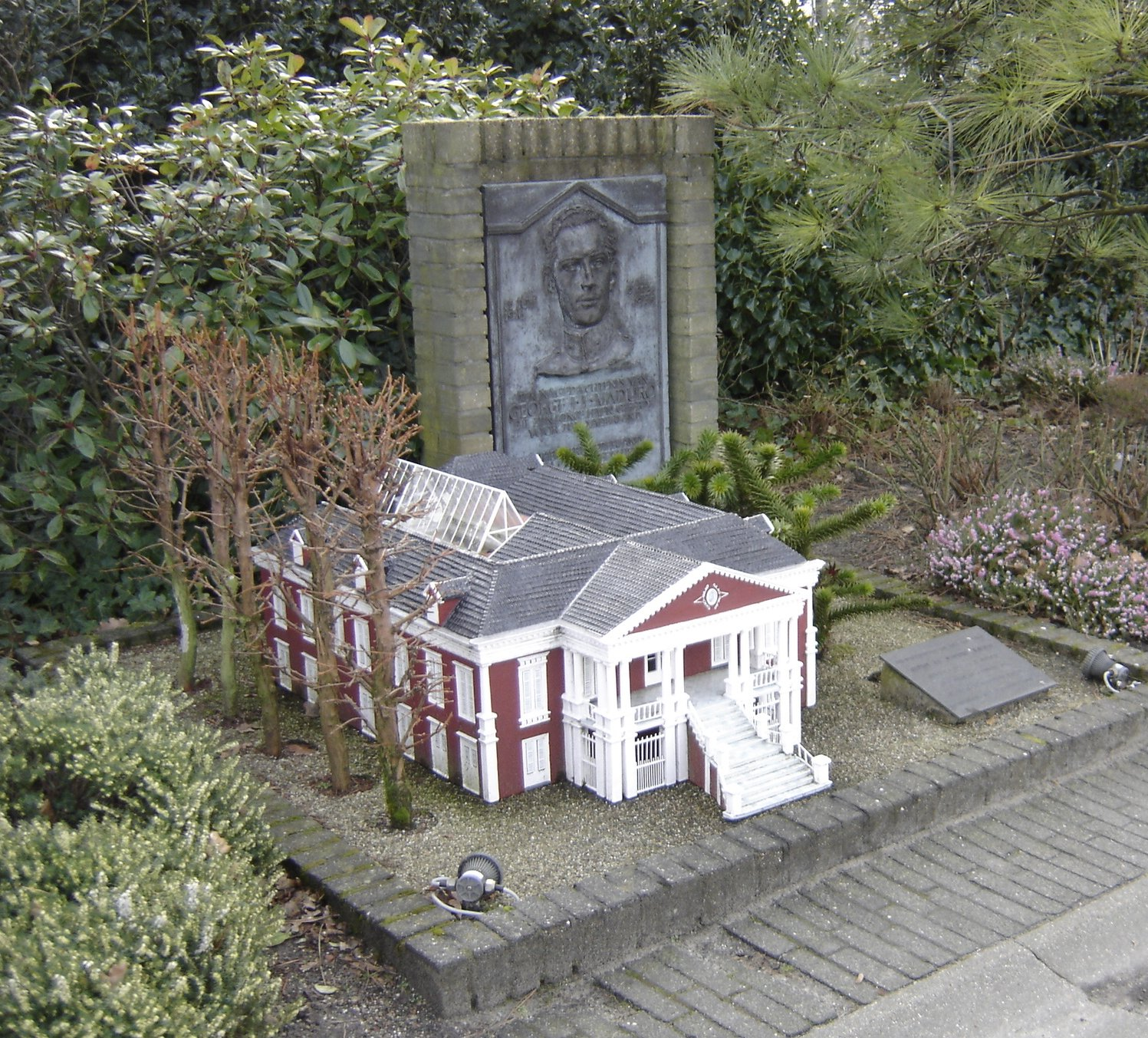
Maquette van het geboortehuis van George Maduro
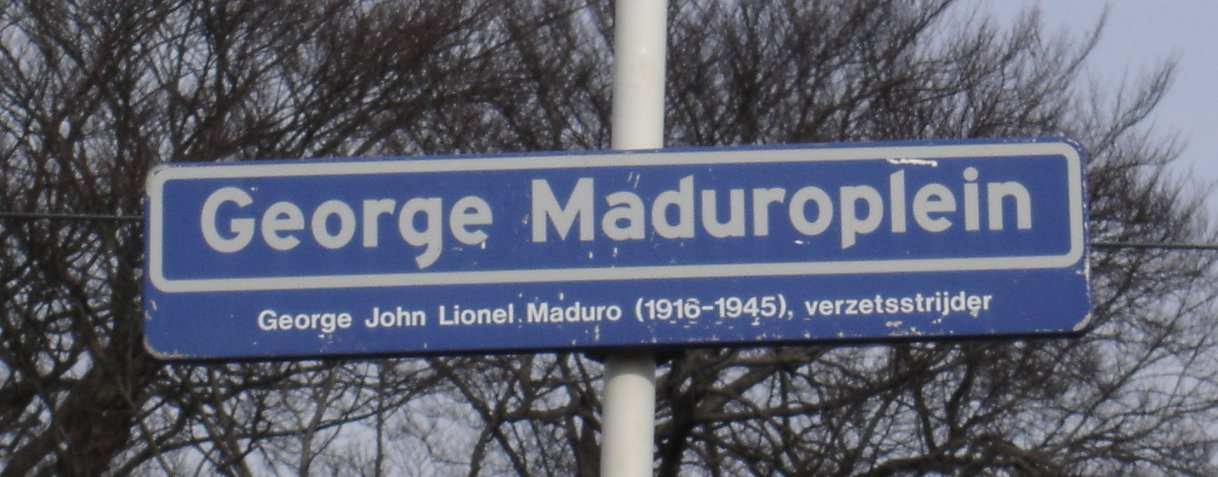
Naambord bij Madurodam
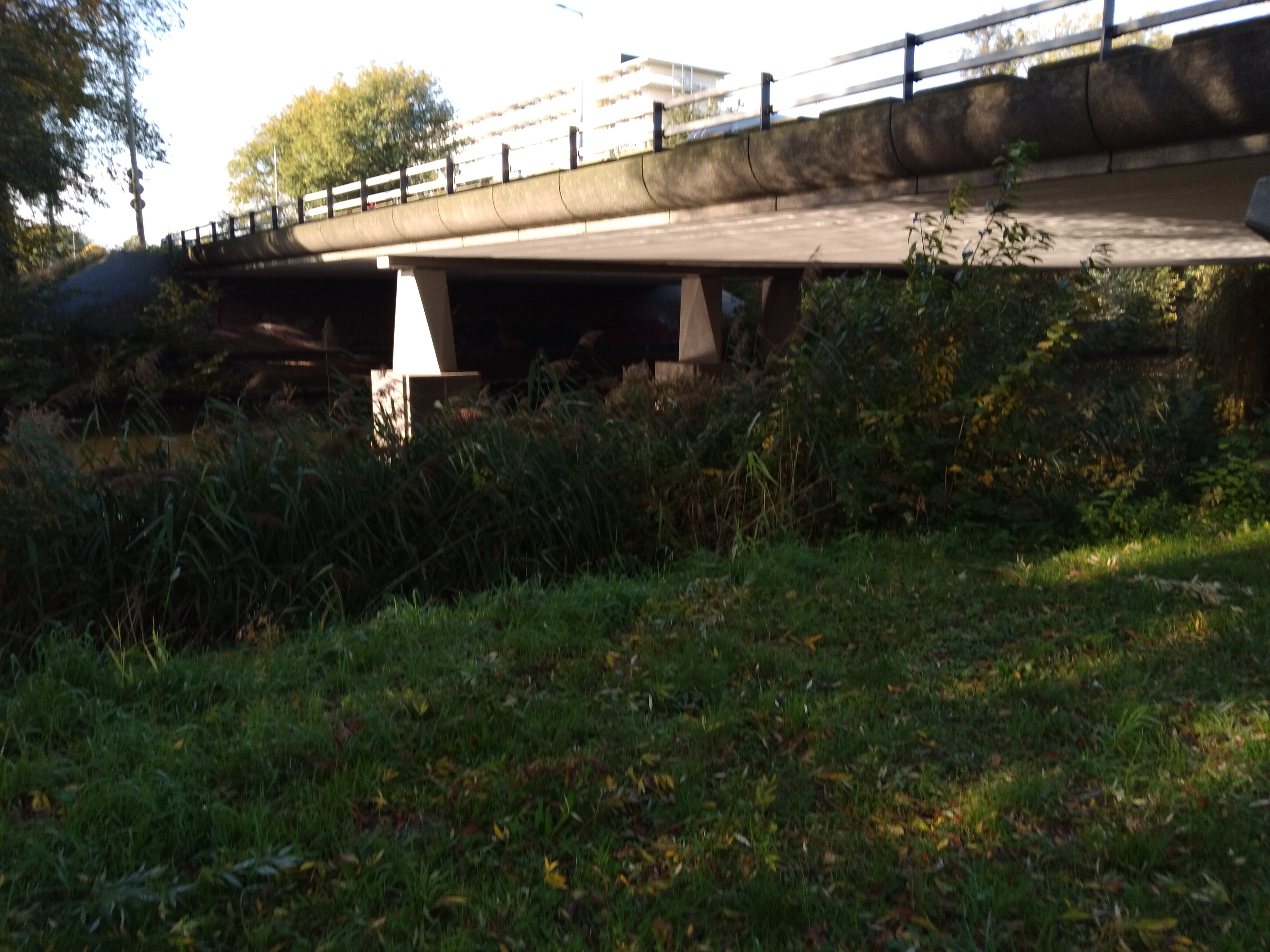
George Madurobrug (foto 2020)
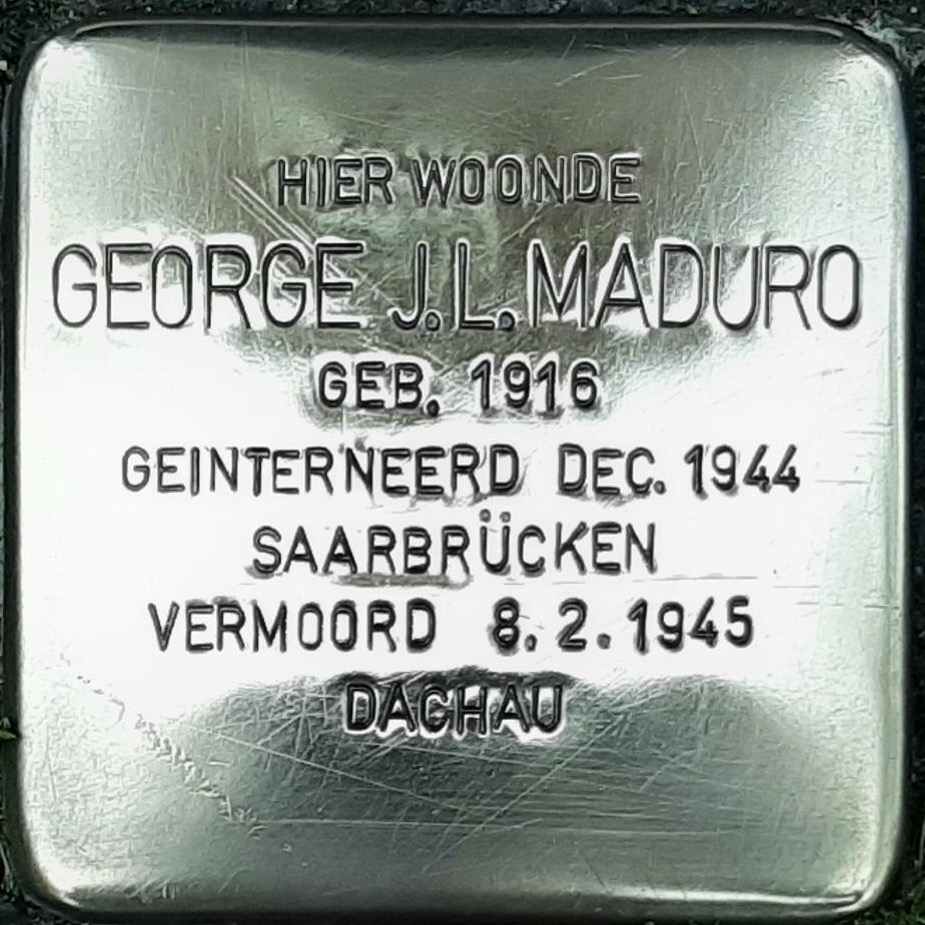
Stolperstein in Den Haag